# Lime Lake-Machias
Lime Lake-Machias es un lugar designado por el censo ubicado en el condado de Cattaraugus en el estado estadounidense de Nueva York. En el año 2000 tenía una población de 1,422 habitantes y una densidad poblacional de 166.4 personas por km².

## Geografía
Lime Lake-Machias se encuentra ubicado en las coordenadas 42°25′40″N 78°28′58″O / 42.42778, -78.48278.

## Demografía
Según la Oficina del Censo en 2000 los ingresos medios por hogar en la localidad eran de $26,579, y los ingresos medios por familia eran $33,194. Los hombres tenían unos ingresos medios de $26,429 frente a los $22,083 para las mujeres. La renta per cápita para la localidad era de $13,696. Alrededor del 15.5% de la población estaban por debajo del umbral de pobreza.